# Arachnophasma
Arachnophasma – wymarły rodzaj owadów z rzędu straszyków i rodziny Permophasmatidae, obejmujący tylko jeden znany gatunek: Arachnophasma scurra.
Rodzaj i gatunek opisane zostały w 2015 roku przez Daniła Aristowa i Aleksandra Rasnicyna. Nazwę rodzajową nadano na cześć Wiktora Nowokszonowa. Opisu dokonano na podstawie pojedynczej skamieniałości nimfy, odnalezionej w Czekardzie, na terenie kraju permskiego w Rosji i pochodzącej z piętra kunguru, z permu.
Owad ten miał zwartej budowy ciało o długości 5,5 mm. Hipognatyczna głowa wyposażona była w małe oczy oraz bardzo długie czułki i głaszczki. Człony biczyków czułków były coraz większe ku ich wierzchołkom. Przedplecze było poprzeczne, szersze od głowy, pozbawione paranota, po bokach nakrapiane. Śródplecze i zaplecze również były poprzeczne, ale węższe niż głowa. Grube i bardzo długie odnóża miały przynajmniej uda dwóch pierwszych par z podłużnymi żeberkami. Golenie były węższe od ud, a w ostatniej parze nóg dłuższe zarówno od ud jak i od ciała. Stopy tylnej pary były węższe od goleni, a ich pierwszy człon był najdłuższy. Nakrapiany, podłużnie jajowaty odwłok był szerszy od zatułowia i tak długi jak głowa z tułowiem razem wzięte.